# Train de plaisir (film)
Pour les articles homonymes, voir Train de plaisir (homonymie).
Pour plus de détails, voir Fiche technique et Distribution.
Train de plaisir est un film français réalisé par Léo Joannon, tourné en 1935, sorti en 1936.

## Synopsis
Biscoton, chef de rayon dans un grand magasin parisien, a très envie d'aller passer un dimanche au bord de la mer avec  Marguerite, une charmante vendeuse. Comme il est marié, il annonce à son épouse qu'il doit se rendre aux obsèques de sa vieille tante. Il prend donc un train de plaisir vêtu de deuil, avec une couronne mortuaire à la main.

## Fiche technique
- Titre : Train de plaisir
- Réalisation : Léo Joannon
- Scénario : Yves Mirande et Lucien-Charles Marsoudet
- Dialogues : Yves Mirande
- Photographie : Robert Lefebvre et Georges Lucas
- Montage : Jacques Grassi
- Musique : Casimir Oberfeld et Jean Liamine[1],[2]
- Décors : Laurent Routier
- Son : René Louge
- Directeur de production : Lucien-Charles Marsoudet
- Société de production : Marfor
- Pays de production :  France
- Langue de tournage : Français
- Format : Noir et blanc — 35 mm — 1,37:1 — Son : Mono
- Genre : comédie
- Durée : 90 minutes (1 h 30)
- Date de sortie : 
  - France : 14 mars 1936
- Affiche : Boris Grinsson (France)

## Distribution
- Frédéric Duvallès : Prosper Biscoton
- Marguerite Moreno : Mme Biscoton
- Germaine Roger : Marguerite
- Saturnin Fabre : M. Bring
- Jeanne Fusier-Gir : Mlle Culpas
- Pauline Carton : la concierge
- José Noguero : Verdurin
- Raymond Cordy : Pigeonnet
- Félix Oudart : l'inspecteur Plouf
- Madeleine Guitty : Tante Ursule
- Louis Baron fils : Me Picquois
- Jeanne Rémy : Mme Bring
- Marcelle Yrven : Mme Pigeonnet
- Paul Clerget : le chef de train
- Georges Bever : un porteur
- Robert Seller : un voyageur
- Paul Demange  : un employé
- Yvonne Yma : la télégraphiste
- Junie Astor : la fleuriste
- Paul Grail : un voyageur
- Germaine Brière : une voyageuse
- Émile Saulieu : un voyageur
- Paul Barge
- Paul Asselin